# Lankin (Dakota du Nord)
La ville de Lankin est située dans le comté de Walsh, dans l’État du Dakota du Nord, aux États-Unis. Sa population, qui s’élevait à 98 habitants lors du recensement de 2010, est estimée à 91 habitants en 2018.

## Histoire
Lankin a été fondée en 1905.

## Démographie
| Groupe            | Lankin | Dakota du Nord | États-Unis |
| ----------------- | ------ | -------------- | ---------- |
| Blancs            | 93,9   | 90,0           | 72,4       |
| Métis             | 3,1    | 1,8            | 2,9        |
| Amérindiens       | 2,0    | 5,4            | 0,9        |
| Asiatiques        | 1,0    | 1,0            | 4,8        |
| Autres            | 0      | 1,8            | 19,0       |
| Total             | 100    | 100            | 100        |
|                   |        |                |            |
| Latino-Américains | 1,0    | 2,0            | 16,7       |

Selon l’American Community Survey, pour la période 2011-2015, 91,96 % de la population âgée de plus de 5 ans déclare parler l’anglais à la maison, alors que 8,04 % déclare parler le tchèque.
| 1910 | 1920 | 1930 | 1940 | 1950 | 1960 |
| ---- | ---- | ---- | ---- | ---- | ---- |
| 341  | 334  | 267  | 283  | 287  | 303  |

| 1970 | 1980 | 1990 | 2000 | 2010 | - |
| ---- | ---- | ---- | ---- | ---- | - |
| 221  | 175  | 152  | 131  | 98   | - |

## Source
- (en) Cet article est partiellement ou en totalité issu de l’article de Wikipédia en anglais intitulé « Lankin, North Dakota » (voir la liste des auteurs).